# Aeródromo Isla Talcán
El Aeródromo Isla Talcán (OACI: SCIK), es un terminal aéreo ubicado junto a la localidad de Isla Talcán, Provincia de Chiloé, Región de Los Lagos, Chile. Es de propiedad privada.